# Benedetto Fontanini
Pour les articles homonymes, voir Fontanini.
 (juin 2021).
La mise en forme du texte ne suit pas les recommandations de Wikipédia : il faut le « wikifier ».
Les points d'amélioration suivants sont les cas les plus fréquents :
- Les titres sont pré-formatés par le logiciel. Ils ne sont ni en capitales, ni en gras.
- Le texte ne doit pas être écrit en capitales (les noms de famille non plus), ni en gras, ni en italique, ni en « petit »…
- Le gras n'est utilisé que pour surligner le titre de l'article dans l'introduction, une seule fois.
- L'italique est rarement utilisé : mots en langue étrangère, titres d'œuvres, noms de bateaux, etc.
- Les citations ne sont pas en italique mais en corps de texte normal. Elles sont entourées par des guillemets français : « et ».
- Les listes à puces sont à éviter, des paragraphes rédigés étant largement préférés. Les tableaux sont à réserver à la présentation de données structurées (résultats, etc.).
- Les appels de note de bas de page (petits chiffres en exposant, introduits par l'outil «  Source ») sont à placer entre la fin de phrase et le point final[comme ça].
- Les liens internes (vers d'autres articles de Wikipédia) sont à choisir avec parcimonie. Créez des liens vers des articles approfondissant le sujet. Les termes génériques sans rapport avec le sujet sont à éviter, ainsi que les répétitions de liens vers un même terme.
- Les liens externes sont à placer uniquement dans une section « Liens externes », à la fin de l'article. Ces liens sont à choisir avec parcimonie suivant les règles définies. Si un lien sert de source à l'article, son insertion dans le texte est à faire par les notes de bas de page.
- La présentation des références doit suivre les conventions bibliographiques. Il est recommandé d'utiliser les modèles {{Ouvrage}}, {{Chapitre}}, {{Article}}, {{Lien web}} et/ou {{Bibliographie}}. Le mode d'édition visuel peut mettre en forme automatiquement les références.
- Insérer une infobox (cadre d'informations à droite) n'est pas obligatoire pour parachever la mise en page.

Pour une aide détaillée, merci de consulter Aide:Wikification.
Si vous pensez que ces points ont été résolus, vous pouvez retirer ce bandeau et améliorer la mise en forme d'un autre article.
Benedetto Fontanini (né à Mantoue en 1495 - décédé à Mantoue en 1556) était un auteur religieux italien du Bienfait du Christ , un texte religieux qui eut une grande résonance dans toute l' Europe au XVIe siècle.

## Biographie
Fontanini entre au monastère Saint-Benoît de Polirone à Mantoue le 16 février 1511 . Il étudia sous l'enseignement de Gregorio Cortese et eut pour compagnons, des personnages qui deviendront connus pour leur engagement culturel et religieux, comme les frères Folengo - le poète Théophile et Giovanni Battista Folengo, dont le Commentaire sur les Psaumes sera placé à l'Index de livres interdits - Isidoro Clario , qui participa au Concile de Trente, suscitant la controverse pour ses thèses hétérodoxes, et Francesco Negri, qui passa au protestantisme et auteur d'un livre très célèbre à l'époque, LaTragédie du libre arbitre.
Vers 1534, il s'installe au couvent vénitien de San Giorgio Maggiore, dont son maître Cortese est abbé, dans la ville lagunaire il fréquente l'humaniste Marcantonio Flaminio, futur critique du livre de Benoît.
En 1537, il fut transféré au monastère de San Nicolò l'Arena, près de Catane; on pense que pendant le voyage il s'est arrêté à Naples, dans le couvent des saints Severino et Sossi, ayant ainsi l'occasion de rencontrer Juan de Valdés et d'assister au groupe d'intellectuels qui se sont réunis dans la maison du théologien espagnol.
Au couvent sicilien, il commença et termina la rédaction de son Bienfait du Christ,, un texte qui influença immédiatement le moine Giorgio Rioli, dit le Sicilien, qui dut avoir l'occasion de lire et peut-être discuter avec lui des thèmes qui y sont traités, qu'il reprendra en partie et soutiendra jusqu'à sa fin tragique.
Le tremblement de terre de 1542 endommagea le couvent et força les moines de San Niccolò à déménager à Catane; Mais Benedetto ne les a pas suivis. Il fut recteur de l'abbaye de Santa Maria a Pomposa de 1544 à 1546, puis peut-être retourna-t-il dans son ancien couvent de San Benedetto. Enquête pour hérésie en 1548, il fut emprisonné au monastère de Padoue de Santa Giustina mais le privilège dont jouissait l'Ordre bénédictin, qui était réservé au jugement de ses moines, le sauva des rigueurs de l'Inquisition. De retour au couvent de San Benedetto, on est sans nouvelles de lui après 1555.

### Le Bienfait du Christ crucifié
Ce livre fut publié pour la première fois à Venise en 1543. Le premier brouillon fut l'œuvre de Benedetto Fontanini de Mantoue puis le définitif fut de Flaminio, un illustre savant lié aux cercles de cardinaux importants sensibles aux besoins du renouveau religieux (le "spirituel"). 
Cet ouvrage peut être considéré comme une sorte de manifeste de la réforme italienne. Il n'y a pas de polémique de tonalité anti-romaine ou anti-papal, mais il essaye seulement de donner une réponse aux nouveaux besoins religieux et éviter d'autres fractures dans l'Église. Il propose un message de libération, de salut et de reconnaissance qui rachète. Un message non plus vindicatif mais doux, qui, avec la prédestination, nous fait élire à la vie éternelle.